# Fritz Leiber (acteur)
Fritz Leiber (31 januari 1882 - 14 oktober 1949) was een Amerikaans acteur.

## Levensloop en carrière
Leiber begon zijn carrière in twee historische films: in 1917 acteerde hij naast Theda Bara in Cleopatra, in 1921 naast Betty Blythe in The Queen of Sheba. Na een pauze van 15 jaar verscheen hij opnieuw volop in films, zoals in Anthony Adverse (1936) en andere bekende films zoals The Sea Hawk (1940) en Monsieur Verdoux, zij het dan in bijrollen. 
Leiber overleed in 1949 op 67-jarige leeftijd. Hij ligt begraven op het Forest Lawn Memorial Park (Glendale). Zijn zoon was schrijver Fritz Leiber.